# Patania straminea
Patania straminea is een vlinder uit de familie van de grasmotten (Crambidae). De wetenschappelijke naam van deze soort is voor het eerst voorgesteld als Botys straminea door Arthur Gardiner Butler in een publicatie uit 1875.
De soort komt voor in Zuid-Afrika.